# Schmid (Handelskette)
Die SCHMID Handels GmbH (bis 2021 K&L GmbH & Co. Handels-KG) ist ein deutsches mittelständisches Textil- und Modehaus mit Sitz in Augsburg, ehemals Weilheim in Oberbayern. Hervorgegangen ist das Unternehmen aus der "K&L Ruppert Stiftung & Co. Handels-KG", die wiederum aus einer 1953 gegründeten Kleiderfabrik und einem 1962 eröffneten Textilgeschäft hervorgegangen ist.

## Geschichte

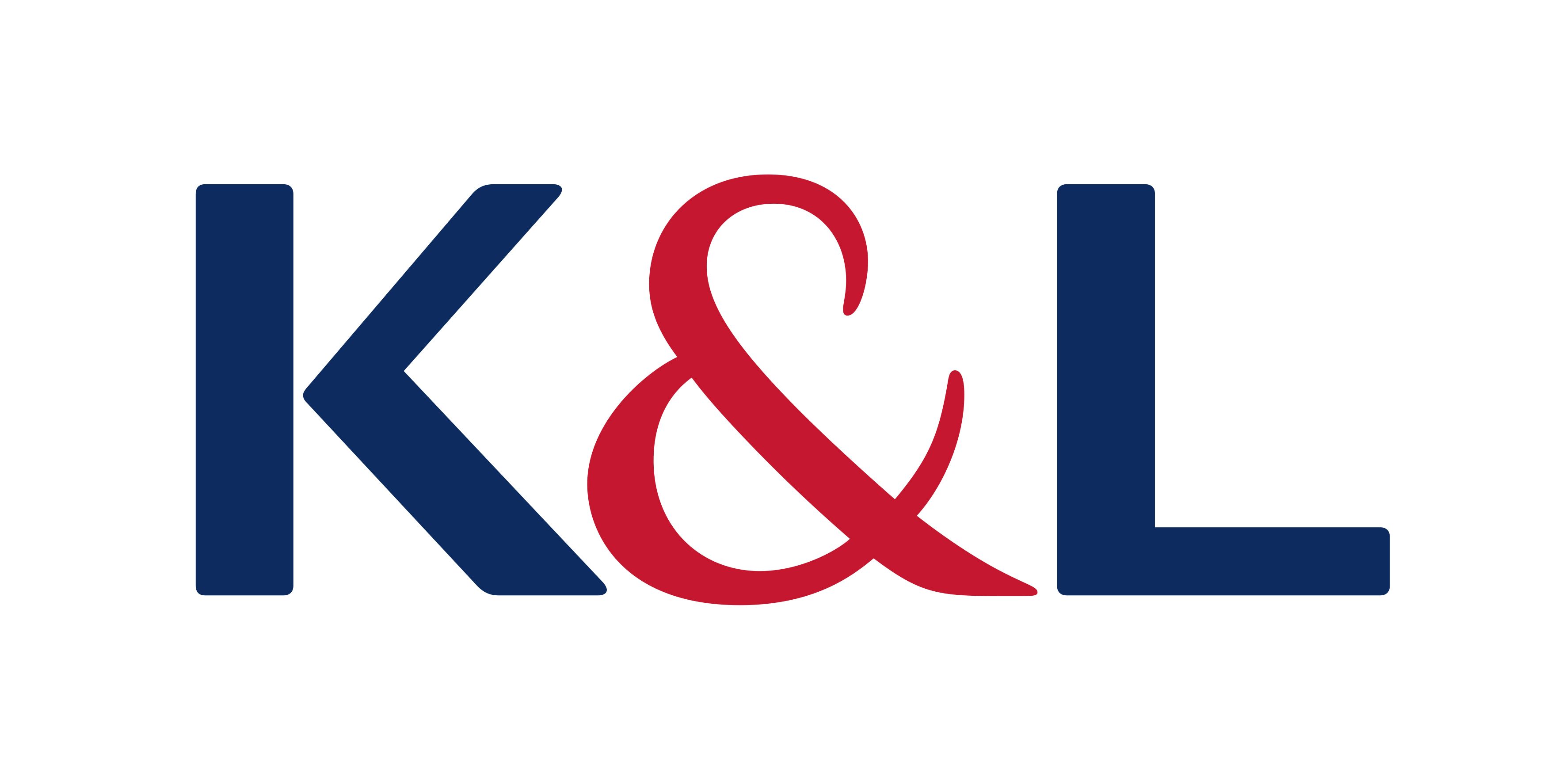
Ehemaliges Logo

Ehemaliges Logo

Die Gründerfamilie Ruppert stammt aus Heimbuchenthal. Hans Ruppert, der älteste von vier Brüdern, gründete 1953 in Landshut eine Kleiderfabrik. Der drittälteste der Brüder, Karl, eröffnete am 29. September 1962 in Weilheim ein kleines Textilgeschäft mit 50 m² Verkaufsfläche für Herrenkonfektion. Die Artikel gelangten ohne Zwischenhandel von der Fabrik direkt in den Laden. Dahinter stand die Idee aktuelle Mode zu günstigen Preisen anzubieten.
In der Zeit des Wirtschaftswunders entwickelte sich das Unternehmen rasch: In den ersten zehn Jahren entstanden zehn Filialen, beispielsweise in Ingolstadt, Regensburg, Rosenheim, Kempten und Landshut. In dieser Zeit stiegen auch die beiden jüngeren Ruppert-Brüder, Ludwig und Josef in das Unternehmen ein. Seit den 1970er  Jahren expandierte das Unternehmen und eröffnete neue Filialen in München, Nürnberg und Augsburg. Seit den 1990er Jahren erweiterte das Unternehmen sein Filialnetz in Bayern, Baden-Württemberg, Thüringen, Sachsen, Hessen und Rheinland-Pfalz. Ab 2007 führte Susanne Ruppert als Vorstandsvorsitzende in zweiter Generation das Familienunternehmen. Das Angebot besteht aus Damen-, Herren- und Kinderkollektionen.

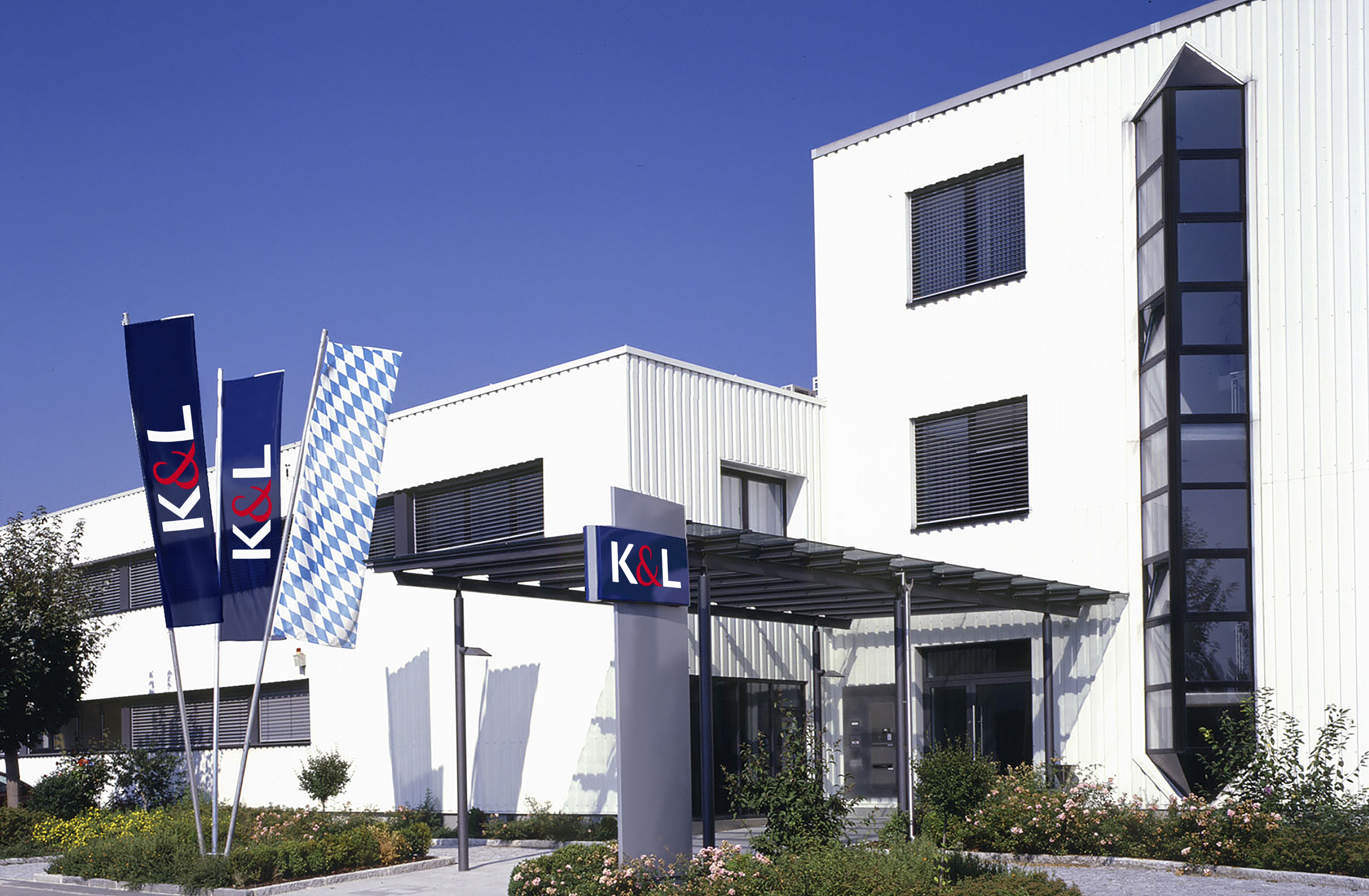
K&L Zentrale Weilheim (2013)

Zum 1. September 2017 hat das Unternehmen der bisherige Finanzvorstand Jens Bächle als Geschäftsführender Gesellschafter übernommen. Das Unternehmen agiert seither unter der Firmierung K&L GmbH & Co. Handels-KG. K&L hatte über 55 Filialen in Bayern, Baden-Württemberg, Thüringen, Sachsen, Hessen und Rheinland-Pfalz und betrieb ein Online-Geschäft.
Am 12. Oktober 2018 stellte das Unternehmen beim Amtsgericht Weilheim Antrag auf Insolvenz in Eigenverantwortung und soll im Schutzschirmverfahren saniert werden. Im Januar 2019 wurde bekannt, dass neben Restrukturierungen auch 14 Filialen geschlossen werden. Im September 2019 übernahm die Augsburger Schmid Gruppe das Unternehmen.
Im Jahr 2021 wurde aufgrund der finanziellen Auswirkungen von Schließung der Geschäften in der COVID-19-Pandemie in Deutschland der Markenname K&L aufgegeben und alle Filialen endgültig in Schmid umgewandelt. Dabei wurde die Produktion der Eigenmarken eingestellt.